# Kapasaari (ö i Södra Savolax, Nyslott, lat 62,24, long 28,72)
Kapasaari är en ö i Finland. Den ligger i sjön Enonvesi och i kommunen Heinävesi i den ekonomiska regionen  Nyslotts ekonomiska region  och landskapet Södra Savolax, i den sydöstra delen av landet, 300 km nordost om huvudstaden Helsingfors. Öns area är 1,5 hektar och dess största längd är 410 meter i sydöst-nordvästlig riktning.